# Halloween Pussy Trap Kill ! Kill !
Pour plus de détails, voir Fiche technique et Distribution.
Halloween Pussy Trap Kill ! Kill ! est un film d'horreur américain de 2017 réalisé par Jared Cohn.

## Synopsis
Après s’être produit lors d’un concert d’Halloween, le groupe punk rock féminin « Kill, Pussy, Kill ! » est capturé par « The Mastermind ». Elles se réveillent pour découvrir que la seule façon de survivre à la nuit est de se frayer un chemin à travers une série de pièces piégées. Le groupe doit essayer de survivre à des pièces équipées de gaz, d’acide et d’autres engins mortels. En fin de compte, elles doivent s’entretuer pour survivre.

## Distribution
- Sara Malakul Lane : Amber Stardust
- Richard Grieco : Dale
- Demetrius Stear : DJ Speed
- Lauren Parkinson : Chat Sloane
- Nicole Sterling : Natalia Midnight
- Kelly Lynn Reiter : Bridgette Van Mars
- Kelly McCart : Misty Megan Strange
- Jed Rowen : Le cerveau
- Dave Mustaine : The Mastermind (voix)[2],[3]
- Paul Logan : le capitaine Lewis
- Margaret O'Brien : la grand-mère de Bridgette

## Réception critique
Les critiques comparent négativement le film à la franchise Saw,,, tandis que certains louent l’utilisation de la musique par le film,.
Halloween Pussy Trap Kill ! Kill ! recueille un score d’audience de 22% sur Rotten Tomatoes.